# Labibe Elias Abduch
Labibe Elias Abduch (Síria, 1899 - Rio de Janeiro, RJ, Brasil, 1º de Abril de 1964) era dona de casa, casada com Jorge Nicolau Abduch, com quem teve três filhos. Labibe foi uma das primeiras vítimas da Ditadura Militar. Morreu com 65 anos nas dependências do Hospital Souza Aguiar em decorrência de um tiro levado no primeiro dia do Golpe Militar, durante uma manifestação no bairro da Cinelândia, Rio de Janeiro. Durante a manifestação, Labibe e Ari de Oliveira Mendes Cunha foram mortos e outras dez pessoas ficaram feridas.
É um dos casos investigados pela Comissão da Verdade, que apura mortes e desaparecimentos na Ditadura Militar Brasileira.

## Biografia
Labibe Elias Abduch nasceu na Síria, em 1899, filha de Helena Elias Carneiro e João Carneiro, e foi criada no Brasil, na cidade de Pelotas, no Rio Grande do Sul.[carece de fontes?] Em 1915, Labibe casou-se com Jorge Nicolau Abduch,[carece de fontes?] com quem teve três filhos.

## Circunstâncias da Morte
Em 1964, Labibe Abduch estava no Rio de Janeiro quando soube do Golpe Militar, no dia 1º de abril de 1964. No dia, Labibe se dirigiu ao centro da cidade à procura de informações sobre o movimento militar no Rio Grande do Sul, onde um de seus filhos se encontrava.
Labibe andava na Cinelândia quando foi atingida por uma bala, disparada de uma arma de fogo, em frente ao Clube Militar, no centro do Rio de Janeiro.
Segundo a edição de 10 de abril de 1964 da revista O Cruzeiro, ocorria uma manifestação contra o golpe, em frente ao Clube Militar. Na publicação, detalhou-se o ocorrido: “14 horas. É o sangue. A multidão tenta mais uma vez invadir e depredar o Clube Militar. Um carro da PM posta-se diante do Clube. O povo presente vaia os soldados. Mais tarde, choque do Exército […] dispersam os agitadores, que voltam à recarga, pouco depois. Repelidos a bala, deixam em campo, feridos, vários manifestantes: entre eles Labibe [...]"
Labibe deu entrada no Hospital Souza Aguiar  na tarde do dia 1º de Abril de 64. Labibe, assim como Ari de Oliveira Mendes Cunha, morreu por volta das 22 horas no pronto-socorro do hospital.
O corpo de Labibe deu entrada no Instituto Médico Legal (IML) no dia seguinte, em 2 de abril de 1964, de onde foi retirado pela família para sepultamento. Os restos mortais de Labibe Elias Abduch foram enterrados no cemitério São Francisco Xavier, no Rio de Janeiro.

## Investigação
Segundo a Comissão da Verdade, que apura mortes e desaparecimentos na Ditadura Militar Brasileira, a causa da morte de Labibe Elias Abduch - registrada em sua certidão de óbito - consta que Labibe morreu em decorrência de “ferimento transfixante do tórax, por projétil de arma de fogo, hemorragia interna”, averiguada pelo legista Nelson Caparelli.
Em 7 de Agosto de 1997, A Comissão Especial sobre Mortos e Desaparecidos (CEMDP) desconsiderou o pedido, feito pela família de Labibe, de inserção do caso na lista de mortes em decorrência da Ditadura Militar. O argumento da Comissão foi de que não havia comprovação de participação,ou acusação de participação em atividades políticas.
Em 1 de junho de 2004, foi promulgada a Lei nº 10.875/2004, que aumentou a extensão da responsabilidade do Estado em episódios como o de Labibe. Assim, a determinação passou a considerar o governo como responsável de “quem tenha falecido em virtude de repressão policial sofrida em manifestação pública ou em conflitos armados com agentes do poder público”.
Dessa forma, Labibe passou a fazer parte de lista de 434 vítimas da repressão no período.